# Едуард Тратт
Едуард Тратт (нім. Eduard Tratt; 24 лютого 1919, Вюрцбург — 22 лютого 1944, Нордгаузен) — німецький льотчик-ас винищувальної авіації, майор люфтваффе (26 березня 1944, посмертно). Кавалер Лицарського хреста Залізного хреста з дубовим листям.

## Біографія
В 1937 році вступив в люфтваффе. Після закінчення авіаційного училища в 1939 році зарахований в бомбардувальну авіацію. Учасник Польської кампанії. В січні 1940 року переведений в 1-у ескадрилью 1-ї важкої винищувальної ескадри, у складі якої брав участь у Французькій кампанії. Свої перші перемоги здобув 1 червня 1940 року, збивши в районі Дюнкерка 3 британські «Гаррікейни». В липні 1940 року переведений в 1-у ескадрилью 210-ї випробувальної групи. Учасник битви за Британію. До кінця 1940 року мав на своєму рахунку 12 повітряних перемог. Потім переведений в 1-у ескадрилью 210-ї ескадри швидкісних бомбардувальників. Учасник Німецько-радянської війни, до кінця 1941 року здобув 9 повітряних перемог. В січні 1942 року переведений в 4-у ескадрилью 26-ї винищувальної ескадри. 18 лютого 1942 року його літак був підбитий вогнем зенітної артилерії в районі Ржева, але Тратт зміг дотягнути до своїх. З березня 1942 року — командир 6-ї ескадрильї 26-ї важкої винищувальної ескадри. З 1 травня 1942 року — командир 2-ї ескадрильї 2-ї важкої винищувальної ескадри, з 27 липня 1942 року — 1-ї ескадрильї 1-ї важкої винищувальної ескадри, а потім очолив 25-е випробувальне командування, яке займалося тестуванням бомбардувальників. З 11 жовтня 1943 року — командир 2-ї групи 26-ї важкої винищувальної ескадри. 29 листопада 1943 року здобув свою 30-у перемогу. 22 лютого 1944 року його літак (Ме.410) був збитий британським винищувачем і Тратт загинув.
Всього за час бойових дій здійснив приблизно 350 бойових вильотів і збив 38 літаків противника, в тому числі 13 радянських, а також знищив на землі 26 літаків і 24 танки. Тратт був найрезультативнішим льотчиком важкої винищувальної авіації.

## Нагороди
- Нагрудний знак пілота
- Залізний хрест
  - 2-го класу (липень 1940)
  - 1-го класу (20 серпня 1940)
- Почесний Кубок Люфтваффе (28 вересня 1940)
- Лицарський хрест Залізного хреста з дубовим листям
  - лицарський хрест (12 квітня 1942) — за 20 перемог.
  - дубове листя (№437; 26 березня 1944)
- Німецький хрест в золоті (25 червня 1943)
- Нагрудний знак «За поранення» в сріблі
- Авіаційна планка важкого винищувача в золоті